# Pandora (Cortot)
Pandora (Pandore) è una scultura realizzata da Jean-Pierre Cortot nel 1819, durante un soggiorno a Roma. Scolpita in stile neoclassico, rappresenta il momento nel quale Pandora riceve lo scrigno dalle mani di Giove. Dal 1820 è conservata al museo di belle arti di Lione.

## Storia
Jean-Pierre Cortot partì per la villa Medici nel 1810 dopo aver ottenuto il premio di Roma. Un anno prima Henri-Joseph Rutxhiel, anche lui a villa Medici, aveva creato una Pandora di marmo che si avvicinava ai nudi di Jean-Auguste-Dominique Ingres e che sarebbe stata ripresa nel 1856 da John Gibson, sempre nello stile neoclassico. Nel 1813, Cortot realizzò una Pandora nuda, esposta nel 1814. La rilavorò e cambiò in particolare la testa per una nuova mostra nel 1815. Questa prima versione è scomparsa.

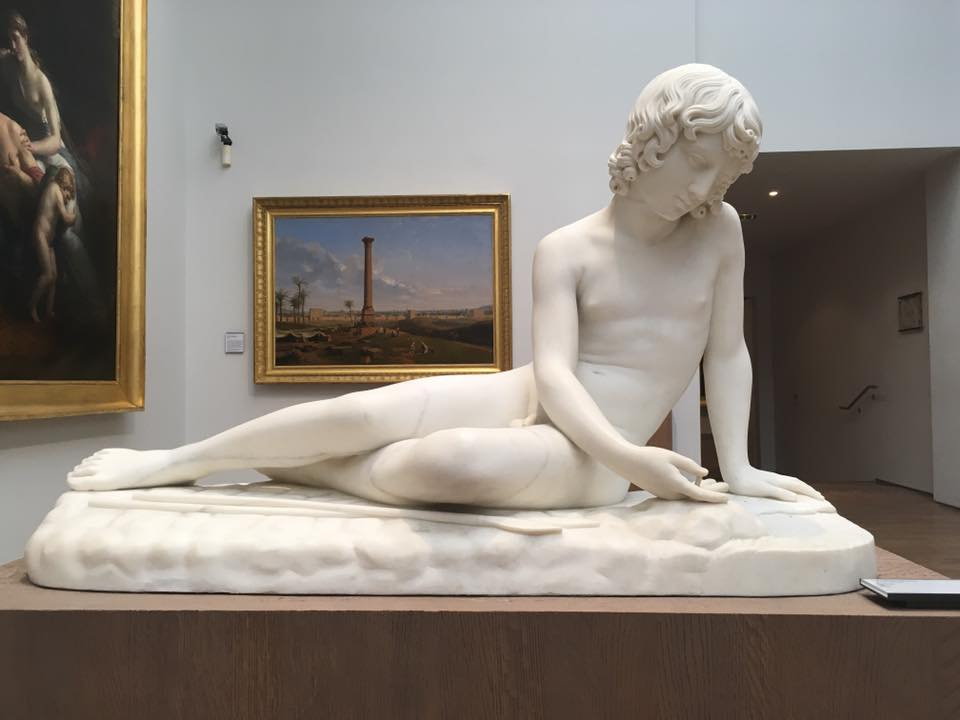
Il Narciso, realizzato nel 1818 e comprato assieme alla Pandora, oggi al museo di belle arti di Angers.

In una lettera del 17 aprile 1817, dichiarò di riprendere a lavorare su questo tema, con una versione "di una natura più giovane e drappeggiata a metà". La lavorò negli anni 1818 e 1819, dato che l'opera è datata 1819. Egli la espose al Salone del 1819, dove ricevette una medaglia d'oro. L'opera fu acquistata subito dalla città di Lione assieme al suo Narciso per 15.000 franchi. La Pandora venne inviata a Lione il 28 giugno 1820.
Per il museo di belle arti di Lione, si trattava della seconda scultura dell'artista a entrare nelle collezioni dopo l'Euridipe, una statua attualmente scomparsa.
Un disegno di François-Louis Dejuinne, conservato al museo di belle arti di Angers, sul quale è annotato "composto ed eseguito in marmo da Cortot" sarebbe il modello della statua, secondo Panofsky. I due si conoscevano, dato che Dejuinne era stato alla villa Medici nel 1813.

## Descrizione

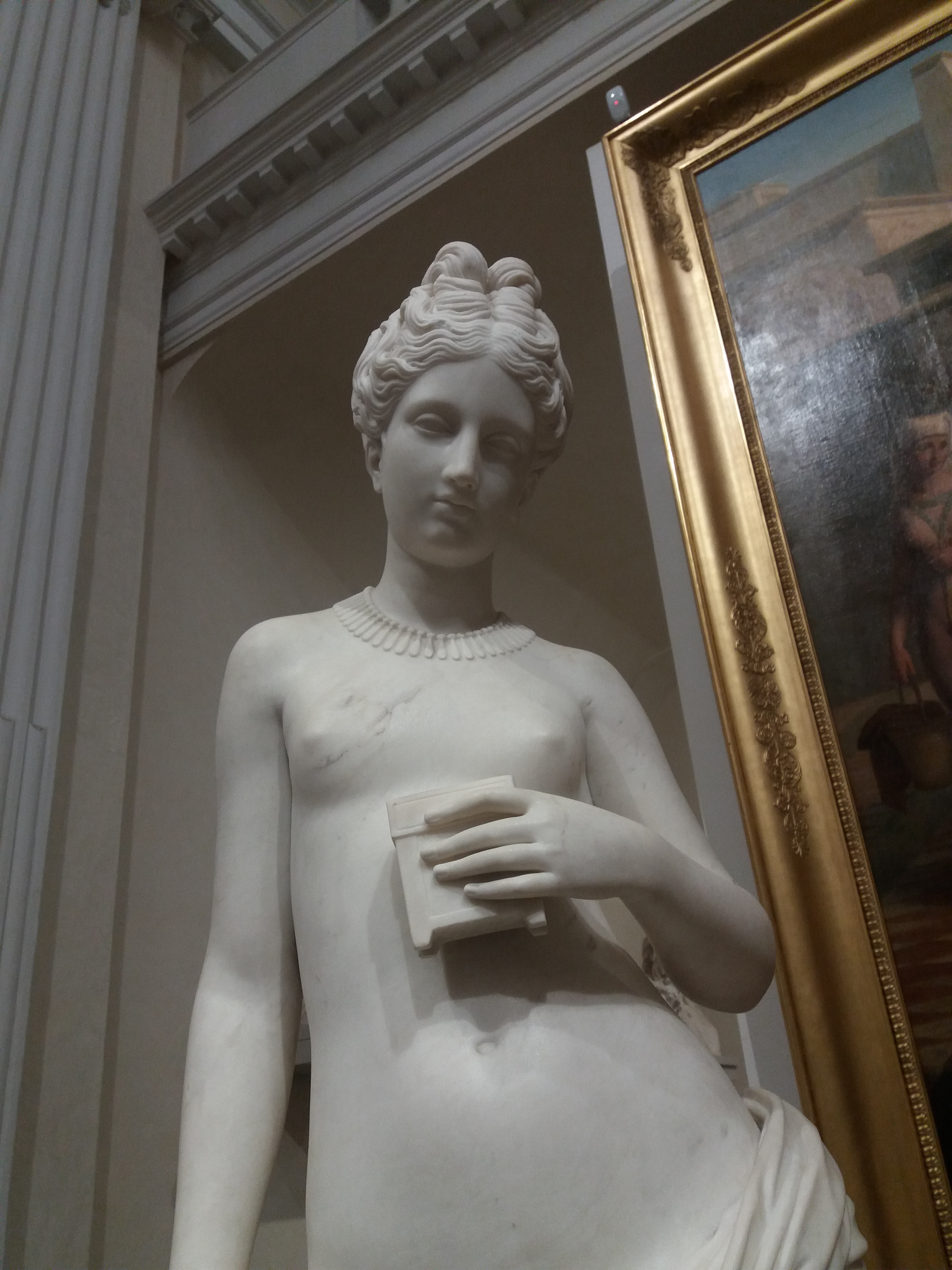
Un dettaglio di Pandora.

Pandora è una giovane donna creata da Vulcano su ordine di Giove. Quest'ultimo si servì di lei per vendicarsi di Prometeo, che gli aveva rubato il fuoco sacro per donarlo agli uomini. Giove diede a Pandora una scatola, che racchiudeva tutti i mali e i crimini dell'umanità e che doveva dare a Epimeteo, che doveva sposare, ma la sua curiosità ebbe la meglio e lei aprì la scatola. Così ella liberò tutto ciò che c'era chiuso all'interno.
Per la sua composizione Cortot riprese le tendenze dell'epoca su questo soggetto classico, dove, in particolare, lo scrigno diventa una sorta di scatola portagioielli. La donna si appoggia a una colonnina e regge la scatolina davanti al petto. Il vestito drappeggiato rivela l'abilità dello scultore nel simulare i tessuti.
Panofsky descrisse così questa scultura: "Fine, eretta, pensierosa, con Cortot Pandora assume, con le sue forme impeccabili e la sua tunica dalle pieghe scanalate e rettilinee, l'aspetto di una colonna antica."
Negli anni 1960, non avendo riconosciuto il suo aspetto neoclassico, Panofsky giudicò che la Pandora "inaugura una serie di opere del XIX secolo nelle quali i nomi e gli attributi di Pandora sono poco più che un pretesto per mostrare una nudità o semi-nudità femminile affascinante".